# Skuggmalmätare
Skuggmalmätare (Eupithecia immundata) är en fjärilsart som beskrevs av Philipp Christoph Zeller 1846. Skuggmalmätare ingår i släktet Eupithecia och familjen mätare, Geometridae. Enligt den finländska rödlistan är arten sårbar i Finland. Enligt den svenska rödlistan är arten sårbar, VU, i Sverige. Arten förekommer sällsynt från Skåne till Ångermanland. Artens livsmiljö är lundskogar. Inga underarter finns listade i Catalogue of Life.

## Bildgalleri

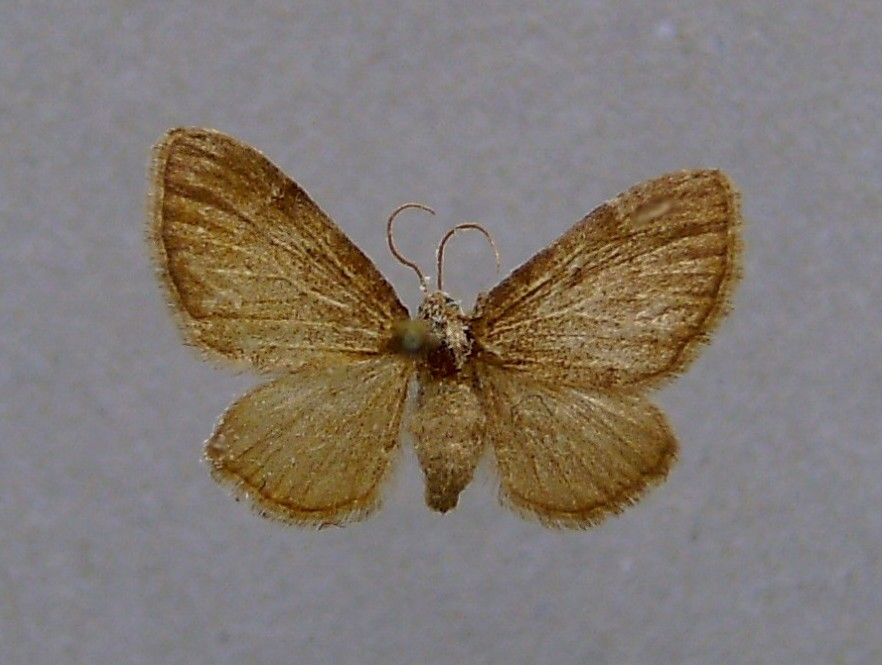